# آلبی آلا
آلبی آلا (آلبانیایی: Albi Alla؛ زادهٔ ۱ فوریهٔ ۱۹۹۳) بازیکن فوتبال اهل آلبانی است.
از باشگاه‌هایی که در آن بازی کرده‌است می‌توان به باشگاه فوتبال اسکندربو کورچه اشاره کرد.
وی همچنین در تیم ملی فوتبال آلبانی بازی کرده‌است.